# Bercel
Bercel är en ort (by) i provinsen Nógrád i norra Ungern. Orten har 1 746 invånare (2024), på en yta av 35,90 km². Den ligger cirka 24,5 kilometer sydost om Balassagyarmat.